# Couvent de Blon
Le couvent de Blon est un édifice situé sur le territoire de la commune de Vire Normandie dans le département français du Calvados.

## Localisation
Le monument est situé dans le département français du Calvados, à Vire-Normandie, dans l'ancienne commune de Vaudry, lieudit Les Monts de Vaudry.

## Histoire
Le portail est daté de la fin du XVIIe siècle, plus précisément 1682.
Il était un élément du couvent des Bénédictines de Vire et fut démonté en 1822 et installé devant l'ancien couvent des Ursulines, devenu hospice Saint-Louis. 
Démonté en 1847, il est acquis par les sœurs du Cœur Immaculé de Marie en 1853 et installé à son emplacement actuel.
Le portail fait l'objet d'une inscription comme monument historique depuis le 22 septembre 1986.

## Architecture
Le portail est en granit.